# Excavata
Excavata – takson eukariotów o kategorii supergrupy. Obejmuje wyłącznie jednokomórkowe protisty, w większości heterotroficzne wiciowce, wśród nich chorobotwórcze. Niektórzy jej przedstawiciele drogą wtórnej endosymbiozy zdobyli chloroplasty. Inni mają silnie zmodyfikowane mitochondria i żyją w środowiskach beztlenowych, np. wewnątrz jelit. Niektóre tworzą agregacje komórek przypominające śluzowce.
Jako cechę wyróżniającą tę grupę przyjęto szczegóły budowy aparatu wiciowego, jednak różne cechy wspólne dla pewnych taksonów nie występują w innych.

## Systematyka
Według Adla należą tutaj następujące klady:
- Discoba Simpson w Hampl i inni, 2009
- Malawimonas O’Kelly i Nerad, 1999
- Metamonada Cavalier-Smith, 1987  przywrócony przez Cavalier-Smith, 2003

## Historia taksonu
Według system Cavalier-Smitha z 2003 roku dzielony był na cztery typy:
- Loukozoa (Jakobida)
- Metamonada – m.in. Parabasalia (w tym rzęsistki), diplomonady (w tym ogoniastek jelitowy)
- Euglenozoa – m.in. eugleniny, kinetoplastydy (w tym świdrowce)
- Percolozoa (Heterolobosea) – w mykologii znane jako Acrasiomycota czyli łańcuszkorośla lub akrazje – gromada śluzowców.

Pokrewieństwo organizmów zaliczanych do tej supergrupy jest wciąż wątpliwe. Może ona nie być monofiletyczna i wyróżniana jest w zasadzie jako zbiór taksonów nienależących do żadnej z dwóch głównych linii eukariontów (Amorphea i Diaphoretickes), przez co wyróżnianie tej supergrupy jest podawane w wątpliwość.